# Partit Patriòtic Popular
El Partit Patriòtic Popular (en birmà: မျိုးချစ်ပါတီ) fou una organització política de Birmània (avui Myanmar) continuadora del partit de la Democràcia Parlamentària de l'ex-primer ministre U Nu.
El Partit de la Democràcia Parlamentària va entrar en crisi el 1973 i el 1974 fou reorganitzat i va agafar el nom de Partit Patriòtic Popular, sent el seu líder Bo Let Ya, un dels Trenta Camarades. Va mantenir la seva branca armada a la frontera tailandesa, però a la mort de Bo Let Ya el 29 de novembre de 1978 es va desintegrar i molts dels seus dirigents van marxar a l'exili a Europa, Estats Units o Austràlia. Finalment, els que van quedar es van rendir el 1980 i es van acollir a una amnistia dictada pel govern militar, que va permetre U Nu retornar a Yangon. El partit no es va dissoldre i fou continuat a la frontera tailandesa per U Thwin, antic ministre de comerç d'U Nu, que editava una revista anomenada Democracy Journal.
Quan va esclatar la revolució democràtica que va acabar sent coneguda com a 8888 (8 d'agost de 1988) el partit va ingressar a l'Aliança Democràtica de Birmània (Democratic Alliance of Burma, DAB) el 18 de novembre de 1988; U Nu va insistir que se li havia de retornar el poder com a primer ministre legítim, però no ho va aconseguir; va fundar un nou partit anomenat Lliga per la Democràcia i la Pau (League for Democracy and Peace, LDP) amb el qual va participar en les eleccions de 1990, però va obtenir menys del 2% dels vots i cap diputat; a la mort d'U Thwin el 1992, el Partit Patriòtic Popular que formalment encara existia, no va tardar a desaparèixer.